# Mary Tucker
Mary Carolynn Tucker (ur. 20 lipca 2001 w Charlotte, w stanie Karolina Północna) – amerykańska strzelczyni sportowa specjalizująca się w karabinie pneumatycznym. Medalistka olimpijska z Tokio.

## Życiorys
Amerykanka zaczęła uprawiać sport w 2017 roku. Jest praworęczna, mierzy z broni prawym okiem.

## Przebieg kariery
Tucker po raz pierwszy w zawodach rangi międzynarodowej startowała w zawodach Pucharu Świata w Nowym Delhi, które odbyły się w lutym 2019. Startowała w konkurencjach strzelania z karabinu pneumatycznego z dystansu 10 metrów, indywidualnie zajęła 76. pozycję, a w mieszanej rywalizacji zajęła 44. pozycję. 
W 2021 wystartowała w letnich igrzyskach olimpijskich w Tokio. Jako reprezentantka Stanów Zjednoczonych startowała w trzech konkurencjach strzeleckich. Indywidualnie startowała w konkurencjach strzelania z karabinu pneumatycznego z dystansu 10 metrów i z karabinu małokalibrowego z dystansu 50 metrów w trzech pozycjach, zajęła odpowiednio 6. pozycję z wynikiem 631,4 + 166 punktów oraz 13. pozycję z wynikiem 1167 punktów. Natomiast w mieszanych zmaganiach w konkurencji karabin pneumatyczny 10 metrów wywalczyła razem z Lucasem Kozenieskym srebrny medal, uzyskując rezultat 628 + 418 + 13 punktów.